# 帛琉國家博物館
帛琉國家博物館（Belau National Museum，BNM），舊名帛琉博物館（Palau Museum），是位於帛琉科羅爾的一座博物館，也是密克羅尼西亞現仍開設的博物館中歷史最古老的博物館。帛琉國家博物館設立於1955年。

## 外部連結
- Palau's Rich Heritage in Nature and Culture （页面存档备份，存于）